# Neil Gehrels
Pour les articles homonymes, voir Gehrels.
Cornelis A. « Neil » Gehrels (né le 3 octobre 1952 et mort le 6 février 2017) est un astrophysicien américain spécialisé dans l'astronomie gamma. Il est chef de laboratoire de physique des astroparticules au Goddard Space Flight Center (GSFC) de la NASA de 1995 jusqu'à sa mort, et est surtout connu pour son travail de développement du domaine depuis les premiers instruments à ballons jusqu'aux observatoires spatiaux d'aujourd'hui tels que la mission Swift de la NASA, dont il était le chercheur principal (en). Il dirige le télescope infrarouge à grand champ WFIRST (maintenant appelé le Nancy-Grace-Roman) vers un lancement au milieu des années 2020. Il est membre de l'académie nationale des sciences et de l'académie américaine des arts et des sciences.
Gehrels décède le 6 février 2017, à l'âge de 64 ans. Le 10 janvier 2018, la NASA a annoncé que Swift avait été rebaptisé Neil Gehrels Swift Observatory, en son honneur.

## Enfance et éducation
Gehrels est né à Lake Geneva, dans le Wisconsin, le 3 octobre 1952. Son père est l'astronome Tom Gehrels. Il grandit à proximité de plusieurs télescopes, notamment à l'observatoire McDonald avant que sa famille ne s'installe à Tucson, en Arizona, quand il a 14 ans, où il fréquente le lycée puis l'université de l'Arizona en tant qu'étudiant de premier cycle. Il obtient un baccalauréat en musique et en physique de l'université de l'Arizona en 1976. Il obtient son doctorat en physique en 1982 au California Institute of Technology, avec le conseiller Edward C. Stone. Il accepte un poste postdoctoral avec Bonnard J. Teegarden. En 1982, il devient permanent au GSFC en tant qu'astrophysicien.
En 1980, alors qu'il est étudiant, il épouse Ellen Williams, une autre étudiante diplômée, qui est professeur de physique à l'université du Maryland et directrice de l'ARPA-E au département de l'énergie des États-Unis. Ils ont deux enfants, Thomas (né en 1987) et Emily (née en 1990). Gehrels est décédé d'un cancer du pancréas à l'âge de 64 ans le 6 février 2017.

## Carrière
Gehrels est chef du laboratoire de physique des astroparticules au GSFC de la NASA à partir de 1995. Il est le chercheur principal de la mission Swift. Autres responsables : scientifique du projet pour le Compton Gamma-Ray Observatory (1991 à 2000), scientifique du projet pour le télescope Nancy-Grace-Roman, alors connu sous le nom du Wide Field Infrared Survey Telescope (WFIRST). Il a également été professeur au College of Computer, Mathematical, and Natural Sciences (en) de l'université du Maryland et professeur adjoint d'astronomie et d'astrophysique à l'université d'État de Pennsylvanie. Ses recherches se concentrent sur les objets transitoires dans l'Univers tels que les sursauts gamma (GRB), les supernovas et les éruptions galactiques actives. Il travaille au développement de l'astrophysique des rayons gamma, depuis un domaine d'expériences détectant quelques objets jusqu'à une discipline astronomique complète avec des milliers de sources dans de nombreuses classes.
Il est élu président de la section d'astronomie de l'Académie nationale des sciences en 2013. Il publie plus de 600 articles universitaires, qui ont été cités 40 000 fois pour un indice h de 97. Ses travaux les plus cités incluent des articles sur la découverte de l'origine de sursauts gamma courts, le satellite Swift, les statistiques de Poisson, les observations de sursauts gamma aux confins de l'univers observable, la découvert d'un événement de rupture par effet de marée relativiste et la découverte de deux classes de noyaux galactiques actifs (AGN) dans l'univers observable.

## Recherche

### Aperçu
Gehrels est un astrophysicien aux intérêts variés. Il travaille principalement dans le domaine de l'astrophysique des hautes énergies, étudiant les objets explosifs de l'univers tels que les supernovas, les sursauts gamma, les ondes gravitationnelles et les événements de perturbation des marées (étoiles déchirées lorsqu'elles s'approchent trop près d'un trou noir massif). Il est également physicien de laboratoire développant des instruments pour l'observatoire spatiale.

### Études supérieures
Les études supérieures de Gehrels se déroulent à Caltech, en collaboration avec les conseillers Rochus Vogt (1976 à 1979) et Edward C. Stone (1979 à 1981). La première période est consacrée à l'étalonnage en laboratoire et sur l'accélérateur de l'instrument à rayons cosmiques du programme Voyager. Les dernières années ont vu l'analyse des données de l'instrument lors des survols de survols de Jupiter (1979 pour Voyager 1 et 2). L'abondance élémentaire des particules MeV dans la magnétosphère jovienne devait être dominée par l'hydrogène et l'hélium, c'est donc une surprise de constater que l'oxygène et le soufre sont dominants. Cette découverte s'avère être liée par les découvertes de Voyager 1, des volcans sur le satellite naturel Io crachant de l'oxygène et du soufre dans la magnétosphère. L'article de Gehrels et Stone décrivant la mesure a fait une prédiction, confirmée plus tard, selon laquelle les émissions aurorales sur Jupiter sont causées par la précipitation d'ions d'oxygène et de soufre.

### Observations en ballon de SN 1987A
En tant que postdoctorant puis scientifique permanent à Goddard, Gehrels travaille sur la charge utile du ballon GRIS pour la spectroscopie en haute résolution (détecteur de germanium) des sources de rayons gamma. Il est d'abord impliqué dans la proposition de l'instrument à la NASA, se spécialisant dans la conception et les techniques de réduction de l'arrière-plan. La charge utile est presque terminée lorsque SN 1987A est découverte. La construction est rapidement terminée et l'instrument vole pour observer l'émission de raies gamma provenant de la désintégration du cobalt 56. La détection par le GRIS d'une raie élargie et un décalage vers le rouge de 847 keV est l'une des premières preuves solides du mélange et des asymétries dans les éjectas, désormais reconnues comme caractéristiques des supernovas.

### Observatoire des rayons gamma de Compton
Gehrels est le scientifique du projet pour le Compton Gamma-Ray Observatory depuis son lancement en 1991 jusqu'à la désorbite en 2000. Il suit Don Kniffen, qui est scientifique du projet pendant le développement. La mission fait partie des Grands Observatoires et fournit les premières observations complètes du ciel aux rayons gamma de 30 keV à 30 GeV. Les découvertes incluent une distribution isotrope de sursauts gamma (GRB) dans le ciel, soutenant une origine extragalactique, deux classes de GRB avec des durées courtes et longues, des blazars avec une émission de rayons gamma brillante et des spectres plus durs que ceux de la galaxie de Seyfert (par exemple Dermer & Gehrels, 1995), cartographie détaillée des rayons gamma issus de la désintégration de l'aluminium 26 dans le plan galactique, cartographiant les régions de nucléosynthèse au cours du dernier million d'années, et cartographie détaillée de la raie de 511 keV issue de l'annihilation électron-positron dans la galaxie avec concentration au centre galactique. Gehrels et al. (dans Nature, 2000) ont découvert une nouvelle population de sources de rayons gamma à haute énergie aux latitudes moyennes.

### ObservatoiresSwiftetFermi
Gehrels est le chercheur principal de la mission Swift et scientifique adjoint du projet pour l'observatoire Fermi. Swift est un satellite à trois instruments lancé en 2004 et conçu pour étudier les GRB et leurs rémanences. Depuis environ 2009, il devient un outil communautaire pour observer les sources transitoires et variables de tous types, notamment les novas, supernovas, AGN, magnétars, trous noirs galactiques et étoiles à neutrons, événements de perturbation des marées et comètes. Plusieurs demandes sont reçues par jour. Gehrels dirige la proposition Swift, supervise le développement et est le scientifique en chef des opérations. Sur le plan scientifique, il dirige plusieurs articles, notamment l'article sur la découverte de la rémanence et de l'origine courtes des sursauts gamma (Gehrels et al., Nature, 2005), et joue un rôle important dans de nombreux autres. La mission caractérise pour la première fois la rémanence et l'origine des GRB courts, détermine la forme des courbes de lumière des rayons X et de la rémanence optique avec une grande précision et avec de grandes statistiques (> 1 000 GRB), fournit un ensemble complet de données d'observation UV de supernova et découvre des explosions de rayons X provenant d'éclatements de chocs de supernova et d'événements de perturbation des marées transmis de manière relativiste.
Pour Fermi, Gehrels travaille avec d'éminents scientifiques de Goddard, comme Stanford, du Naval Research Laboratory et de plusieurs autres institutions pour proposer la mission et la mener à bien. Il est président du IIISenior IIIScientist IIIAdvisor IIICommittee de la collaboration sur les instruments LAT. Fermi scrute le ciel dans son intégralité toutes les trois heures dans la bande des rayons gamma à haute énergie. Il révolutionne notre compréhension du ciel des rayons gamma à haute énergie avec des observations de pulsars, de noyaux galactiques actifs, des sursauts gamma, de novas et d'émissions diffuses.

### Ère WFIRST
Gehrels rejoint la proposition de mission SNAP sur l'énergie noire dirigée par Saul Perlmutter et Michael Levi en 2008. Cela évolue dans le programme Joint Dark Energy Mission (en collaboration avec le département de l'Énergie des États-Unis et la NASA), pour lequel Gehrels devient le scientifique du projet et préside le groupe de coordination scientifique en 2009. Il dirige la proposition du Joint Dark Energy Mission à l'Astronomy and Astrophysics Decadal Survey (en) de 2010. Cette mission est combinée avec deux autres propositions pour devenir la grande mission Nancy-Grace-Roman la mieux classée. Il s'agit d'un observatoire d'enquête astronomie infrarouge à grand champ. En 2012, la NASA décide d'utiliser un télescope de classe Hubble de 2,4 m (7 pi / 10 po) offert pour le Nancy-Grace-Roman et d'ajouter un instrument coronographe au principal instrument d'enquête infrarouge à grand champ. Il effectue des observations avec le champ profond de Hubble et à une résolution d'image avec un champ de vision 100 fois supérieur à celui d'Hubble, et réalise des images directes et des mesures spectroscopiques des exoplanètes. Les domaines

### Autres travaux scientifiques
Travaillant à la conjonction de l'analyse des données et de la théorie, Gehrels rédige plusieurs articles d'intérêt général :
- Un article hautement référencé de 1986 sur les limites de confiance statistique pour un petit nombre d'événements, en particulier dans les données astrophysiques.
- Un article de 1993 avec Jack Tueller sur l'émission de rayons gamma de la crête galactique.
- Un article de 1993 avec son épouse Ellen Williams sur les températures de stabilité améliorée dans les plasmas minces et chauds.
- Un article de la revue Nature avec Wan Chen sur la supernova Geminga comme cause de la bulle locale.
- En 1997 dans Il Nuovo Cimento sur l'utilisation des distributions d'énergie spectrale nu_Fnu.
- Un article de 2003 avec plusieurs co-auteurs sur l'approvisionnement de l'ozone terrestre dû aux supernovas proches.
- Un article de 2015 avec John Cannizzo et plusieurs autres co-auteurs sur la stratégie d'observation des galaxies pour les observations de suivi des détections d'ondes gravitationnelles avec de grandes régions d'erreur dans le ciel.

## Récompenses
- En 2017, le prix Dan-David, en astronomie (avec Shrinivas Kulkarni (en) et Andrzesj Udalski).
- En 2016, le Caltech Distinguished Alumni Award.
- En 2016, le Breakthrough Prize pour la découverte des ondes gravitationnelles par le LIGO (équipe Drever, Thorne, Weiss et LIGO).
- En 2016, le prix des sciences physiques, à l'académie des sciences de Washington.
- En 2016, membre honoraire de la Royal Astronomical Society.
- En 2015, l'astéroïde (16000) Neilgehrels, est nommé en son honneur.
- En 2012, il est membre de l'association américaine pour l'avancement des sciences. En 2012, il est ancien élève de l'année, à l'Honors College, à l'université de l'Arizona.
- En 2012, il remporte le prix Harrie Massey et du COSPOR. En 2011, il est membre de l'académie internationale d'astronautique.
- En 2010, il est membre de l'académie nationale des sciences.
- En 2009, le prix George W. Goddard, SPIE.
- En 2009, il remporte la médaille Henry-Draper, à l'académie nationale des sciences.
- En 2008, il est membre de l'académie américaine des arts et des sciences.
- En 2007, il remporte le prix Bruno-Rossi, de la société américaine d'astronomie.
- En 2005, il remporte la médaille pour les réalisations scientifiques exceptionnelles de la NASA (en).
- En 2000, le prix Randolph Lovelace (en), de l'American Astronomical Society.
- En 1993, il est membre de la société américaine de physique.
- De 1976-1977, il a une bourse d'études supérieures à Caltech.

## Publications
- 2016, "Galaxy Strategy for LIGO-VIRGO Gravitational Wave Counterpart Searches", N. Gehrels, et al., ApJ, 820, 136.
- 2015, "WFIRST Science Definition Team Report", D. Spergel, N. Gehrels et al., arXiv 1503.03757.
- 2014, "GRB 130427A: A Nearby Ordinary Monster", A. Maselli, et al., Science, 343, 48.
- 2012, "Fermi Large Area Telescope Second Source Catalog", P. Nolan, et al., ApJ Supp, 199, 31.
- 2011, "Relativistic Jet Activities from the Tidal Disruption of a Star by a Massive Black Hole", D. N. Burrows, et al., Nature, 476, 421.
- 2009, "Gamma Ray Bursts in the Swift Era", N. Gehrels, E. Ramirez-Ruiz, & D. B. Fox, ARAA, 47, 567.
- 2006, "The New Gamma Ray Burst Classification Scheme from GRB 060614", N. Gehrels, et al., Nature, 444, 1044.
- 2006, "Detection, Huge Explosion in the Early Universe", G. Cusumano, et al., Nature, 440, 164
- 2005, "A Short GRB Apparently Associated with an Elliptical Galaxy at Redshift z=0.225", N. Gehrels, et al., Nature 437, 851.
- 2005, "Swift Detection of a Giant Flare from SGR 1806-20", D. Palmer, et al., Nature, 434, 1107.
- 2004, "The Swift Gamma Ray Burst Mission", N. Gehrels, et al., ApJ, 611, 105.
- 2003, "Ozone Depletion from Nearby Supernovae", N. Gehrels, C. Laird, C. Jackman, J. Cannizzo & B. Mattson, Astrophys. J., 585, 1169.
- 2000, "New Population of Galactic High Energy Gamma Ray Sources", N. Gehrels, D. Macomb, D. Bertsch, D. Thompson,& R. Hartman, Nature, 404, 363.
- 1999, "Revisiting the Black Hole", R. Blandford & N. Gehrels, Physics Today, June 1999 p. 40.
- 1998, "The New Gamma Ray Astronomy", N. Gehrels and J. Paul, Physics Today, February 1998 issue, p. 26.
- 1995, "Two Classes of Gamma-Ray Emitting Active Galactic Nuclei", C. Dermer & N. Gehrels, Astrophys. J., 447, 103.
- 1993, "The Geminga Supernova as a Possible Cause of the Local Interstellar Bubble", N. Gehrels & W. Chen, Nature 361, 706.
- 1993, "Temperatures of Enhanced Stability in Hot Thin Plasmas", N. Gehrels & E. D. Williams, ApJ, 418, L25.
- 1987, "Prospects for Observations of Nucleosynthetic Gamma-Ray Lines and Continuum from SN 1987A", N. Gehrels, C.J. MacCallum and M. Leventhal, ApJ, 320, L19.
- 1986, "Confidence Limits for Small Numbers of Events in Astrophysical Data", N. Gehrels, ApJ, 303, 336.
- 1985, "Instrumental Background in Balloon-Borne Gamma-Ray Spectrometers and Techniques for Its Reduction", N. Gehrels, NIM, A239, 324.
- 1983, "Energetic Oxygen and Sulfur in the Jovian Magnetosphere and Its Contribution to the Auroral Excitation", N. Gehrels and E. C. Stone, JGR, 88, 5537.